# Legendy polskie (komiks)
Legendy polskie – zbiorcze wydanie trzech zeszytów komiksowych, znanych poprzednio pod wspólnym tytułem Legendarna historia Polski, której autorami są Barbara Seidler (scenariusz) i Grzegorz Rosiński (rysunki).
Pierwotnie przygotowane były dla amerykańskiej Polonii na zamówienie Fundacji Kościuszkowskiej. Zeszyty ukazywały się w podwójnej wersji językowej: polskiej oraz rosyjskiej, angielskiej, niemieckiej i francuskiej.
Legendy polskie ukazały się w 2007 roku nakładem wydawnictwa Egmont Polska w kolekcji Klasyka Polskiego Komiksu. Pierwsza seria, która została przetłumaczona na język rosyjski ukazała się w ZSRR. W edycji z 2007 roku wykorzystano wersję polsko-angielską.
W 2022 roku galeria komiksu PolishComicArt.pl wydała zbiorcze wydanie Legend Polskich dzięki kampanii w serwisie Kickstarter.

## Wykaz części
Cykl składał się z następujących odcinków:
1. O Smoku Wawelskim i królewnie Wandzie (pierwsze wydanie 1974)
2. Opowieść o Popielu i myszach (pierwsze wydanie 1976)
3. O Piaście Kołodzieju (pierwsze wydanie 1977)